# Zhang Tian'ai
Zhang Tian'ai (chino simplificado= 张天爱) también conocida como Crystal Zhang, es una actriz y modelo china.

## Biografía
Tiene un hermano mayor llamado, Zhang Yan (张岩).
Se entrenó en la Academia de Cine de Pekín (en inglés: "Beijing Film Academy").
Es buena amiga del actor chino Darren Wang.
Salió con el actor Xu Kai-cheng, sin embargo la relación terminó después de que él la engañara.

## Carrera
Es miembro de la agencia "FWS" (北京喜天影视文化有限公司).
El 13 de diciembre del 2015 se unió al elenco principal de la serie Go Princess Go (太子妃升职记) donde interpretó a la princesa heredera Zhang Pengpeng, cuya verdadera identidad en la era moderna es la de un playboy llamado Zhang Peng (Zhang Zhiyuan), hasta el final de la serie el 16 de enero del 2016.
El 28 de julio del 2017 se unió al elenco de la película The Founding of an Army donde dio vida a Soong Mei-ling, la esposa del presidente Chiang Kai-shek (Wallace Huo) y la hermana menor de Soong Ching-ling (Song Jia).
El 2 de agosto del 2018 se unió al elenco principal de la serie The Evolution of Our Love (爱情进化论) donde interpretó a Ai Ruoman, una exitosa mujer profesional e independiente que no tiene buena suerte en el amor, hasta que lo encuentra junto a su mejor amigo Lu Fei (Zhang Ruoyun), hasta el final de la serie el 23 de agosto del mismo año.
El 7 de agosto del mismo año se unió al elenco principal de la serie Martial Universe (武动乾坤) donde dio vida a Ying Huanhuan, la hija del líder de la Secta Dao y el interés romántico de Lin Dong (Yang Yang), hasta el final de la serie el 1 de noviembre del mismo año.
El 30 de septiembre del 2019 se unió al elenco de la película The Captain (también conocida como "The Chinese Pilot") donde interpretó a la azafata Huang Jia.
El 18 de noviembre del mismo año se unió al elenco principal de la serie Le Crocodile et Le Pluvian donde dio vida a la aspirante a ambientalista Li Nan'en, hasta el final de la serie el 16 de diciembre del mismo año.
En diciembre del mismo año participó durante en el calendario YOHO!’s 2020 YO! Bae.
En el 2020 realizará una aparición especial en la serie Serenade of Peaceful Joy (también conocida como "Held in the Lonely Castle", 孤城闭) donde interpretará a la Consorte Chen.

## Filmografía

### Series de televisión
| Año             | Título                                        | Personaje               | Notas                |
| --------------- | --------------------------------------------- | ----------------------- | -------------------- |
| 2021 - presente | Young and Beautiful                           | Liu Wenjing             | -                    |
| 2021 - presente | If I Can Never Love You (The Brightest of Us) | Zhou Ran                | -                    |
| 2020            | With You (Together)                           | Liu Xiaoke              | 2 episodios          |
| 2020            | Serenade of Peaceful Joy                      | Lady Yang               | (invitada)           |
| 2019            | Le Crocodile et Le Pluvian                    | Li Nan'en               | 50 episodios         |
| 2018            | Martial Universe                              | Ying Huanhuan           | 60 episodios         |
| 2018            | The Evolution of Our Love                     | Ai Ruoman               | 40 episodios         |
| 2016            | My Fair Lady                                  | Hai Tang                | 24 episodios         |
| 2015 - 2016     | Go Princess Go                                | Princesa Zhang Pengpeng | 36 episodios         |
| 2015            | Secret Society of Men - Friends (Men)         | Mu Tian                 |                      |
| 2014            | The Legendary Sniper                          | Ling Zhiyu              |                      |
| 2014            | Strange Coffee                                | Zhu Liye                |                      |
| 2013            | Mop Lady's Spring                             | An Di                   |                      |
| 2013            | The Second Life of My Husband                 | -                       | (aparición especial) |

### Películas
| Año  | Título                            | Personaje                                 | Notas                                                                            |
| ---- | --------------------------------- | ----------------------------------------- | -------------------------------------------------------------------------------- |
| 2020 | A'mai Joins the Army              | Mai Hui                                   |                                                                                  |
| 2019 | The Captain                       | Huang Jia                                 | junto a Zhang Hanyu, Oho Ou, Li Qin, Du Jiang, Jiao Junyan, Chen Shu y Yuan Quan |
| 2018 | Spider-Man: Into the Spider-Verse | Gwen Stacy                                | (doblaje chino)                                                                  |
| 2018 | Miss Puff                         | Empleada de la Oficina de Asuntos Civiles | junto a Zhang Xinyi, Chen Zheyuan, Wang Lixin, Qin Lan y Guo Jingfei             |
| 2017 | Travel Through an Alluring Smile  | -                                         |                                                                                  |
| 2017 | Legend of the Demon Cat           | Yu Lian                                   | junto a Huang Xuan, Shōta Sometani, Zhang Yuqi, Hiroshi Abe y Oho Ou             |
| 2017 | Legend of the Naga Pearls         | Hei Yu                                    | junto a Darren Wang, Sheng Guansen, Simon Yam, Wang Xun, Zhao Jian y Hu Bing     |
| 2017 | The Founding of an Army           | Soong Mei-ling                            | junto a Wallace Huo, Song Jia, Liu Ye, Zhu Yawen y Huang Zhizhong                |
| 2017 | Father and Son                    | Liu Wen                                   | junto a Dong Chengpeng, Fan Wei, Qiao Shan, Vivian Wu y Simon Yam                |
| 2016 | I Belonged to You                 | Yao Ji                                    | junto a Deng Chao, Bai Baihe y Yang Yang                                         |
| 2014 | Uncle Victory                     | -                                         | (cameo)                                                                          |
| 2009 | Cherry Blossom                    | Zhang Lina                                | (corto) - junto a Kim Soo-hyun y Shin Jung-yoon                                  |

### Apariciones en programas
| Año              | Programa                               | Notas                                   |
| ---------------- | -------------------------------------- | --------------------------------------- |
| 2016, 2017, 2020 | Keep Running (奔跑吧)                  | 3 episodios (ep. #4.4, 5.12) - invitada |
| 2019             | Oh! Good Figure (哎呀好身材)           | miembro                                 |
| 2016, 2017, 2019 | Happy Camp (快乐大本营)                | 7 episodios - invitada                  |
| 2018             | Brave World (勇敢的世界)               | (ep. #1) - invitada                     |
| 2018             | PhantaCity (幻乐之城)                  | (ep. #7) - invitada                     |
| 2018             | Trump Card Season 3 (王牌对王牌第三季) |                                         |
| 2018             | Who's the Keyman? (我是大侦探)         | (ep. #1) - invitada                     |
| 2017             | Give Me Five (高能少年团)              | (ep. #11) - invitada                    |
| 2017             | 年味有fun                              |                                         |
| 2016             | 湖南卫视跨年演唱会                     |                                         |
| 2016             | 湖南卫视元宵喜乐会                     |                                         |
| 2016             | Yummy! Yummy! (你看起来很好吃)         |                                         |
| 2016             | 疯狂的麦咭第三季                       |                                         |

### Aparición en videos musicales
| Año  | Artista   | Canción      | Notas |
| ---- | --------- | ------------ | ----- |
| 2020 | Joker Xue | "陪你去流浪" |       |

### Anuncios
| Año  | Título                                       | Notas         |
| ---- | -------------------------------------------- | ------------- |
| 2017 | League of King Mobile Games - Honor of Kings | (videojuegos) |

### Eventos
| Año  | Título                                                       | Notas |
| ---- | ------------------------------------------------------------ | ----- |
| 2020 | CCTV Spring Festival Gala 2020                               |       |
| 2020 | 2019 Weibo Awards Ceremony                                   |       |
| 2019 | Esquire China’s 16th Man At His Best Award                   |       |
| 2020 | Conferencia de Prensa de los Medios para Tokyo 2020 Olympics |       |

### Revistas / sesiones fotográficas
| Año        | Título                       | Notas                      |
| ---------- | ---------------------------- | -------------------------- |
| 2020       | Variety China x Keep Running |                            |
| 2020       | K!ND Magazine                | (publicación de junio)     |
| 2020       | NeufMode Magazine            |                            |
| 2020       | OK! Magazine China           | (publicación de #194)      |
| 2020       | YOHO! Magazine               | (publicación de enero)     |
| 2019       | FHM China                    | (publicación de diciembre) |
| 2019       | StreetX                      |                            |
| 2019       | Bella Magazine (伊周)        | (publicación de octubre)   |
| 2017       | Harper's Bazaar (时尚芭莎)   |                            |
| 2017       | Marie Claire (嘉人)          |                            |
| 2017       | Prestige Magazine (品)       |                            |
| 2017       | Grazia Magazine (红秀)       |                            |
| 2017       | FRESH (周末画报fresh版)      |                            |
| 2017       | CQ (智族)                    |                            |
| 2017       | CéCi (姐妹)                  |                            |
| 2017       | Lifestyle (精品购物指南)     |                            |
| 2017       | Harper's BAZAAR (芭莎珠宝)   |                            |
| 2017       | 昕薇                         |                            |
| 2017       | Trends Health (时尚健康)     |                            |
| 2017       | Richesse (女人雅集)          |                            |
| 2017       | SELF Magazine (悦己)         |                            |
| 2017       | Men's Health (时尚健康·男士) |                            |
| 2017       | Madame Figaro                |                            |
| 2017       | L'Officiel Hommes (时装男士) |                            |
| 2016, 2017 | OK！(精彩)                   |                            |
| 2016, 2017 | 瑞丽伊人风尚                 |                            |
| 2016, 2017 | 优家画报                     |                            |
| 2016       | 人物                         |                            |
| 2016       | 米娜                         |                            |
| 2016       | Esquire Magazine (时尚先生)  |                            |
| 2016       | LOHAS (乐活)                 |                            |
| 2016       | 男人装                       |                            |
| 2016       | Cosmopolitan Magazine (时尚) |                            |
| 2016       | 北京青年周刊                 |                            |
| 2016       | Femina Magazine (伊周)       |                            |

## Discografía
| Año  | Canción                 | Álbum | Notas |
| ---- | ----------------------- | ----- | ----- |
| 2016 | "Between Us" (我们之间) | -     |       |

### Otros
| Año  | Canción | Álbum | Notas                                                                                |
| ---- | ------- | ----- | ------------------------------------------------------------------------------------ |
| 2020 | 手足    | -     | (Homenaje a los héroes en la primera línea contra COVID-19) - junto a otros artistas |

## Premios y nominaciones
| Año  | Categoría                                 | Premio                                                    | Trabajo                 | Resultado |
| ---- | ----------------------------------------- | --------------------------------------------------------- | ----------------------- | --------- |
| 2019 | Most Popular Actress                      | 32nd Tokyo International Film Festival - Gold Crane Award | The Captain             | Ganó      |
| 2019 | Best Actress (Emerald Category)           | 6th The Actors of China Award Ceremony                    | Martial Universe        | Nominada  |
| 2019 | Breakthrough Actress Award (Weekly Drama) | 4th China Quality Television Drama Ceremony               | Martial Universe        | Ganó      |
| 2019 | Popular Artist of the Year                | Weibo Night Award                                         | -                       | Ganó      |
| 2018 | Best Supporting Actress                   | 34th Hundred Flowers Award                                | The Founding of an Army | Nominada  |
| 2017 | Most Anticipated Film Goddess             | 2nd Weibo Movie Awards Ceremony                           | -                       | Ganó      |
| 2017 | Popular Artist of the Year                | Weibo Night Award                                         | -                       | Ganó      |
| 2017 | Most Popular Actress                      | China Original Literature Billboard Award                 | I Belonged to You       | Ganó      |
| 2016 | Hot Artist of the Year                    | Youku Young Choice Award                                  | -                       | Ganó      |
| 2016 | Rising Idol Award                         | 23rd Cosmo Beauty Ceremony                                | -                       | Ganó      |
| 2016 | Powerstar Ranking Person of the Year      | Weibo Fan Festival                                        | -                       | Ganó      |
| 2016 | Most Talented Actor                       | L'Officiel Fashion Night                                  | -                       | Ganó      |
| 2016 | Weibo Fans' Choice Popularity Award       | 1st Golden Guduo Media Award                              | Go Princess Go          | Ganó      |
| 2016 | Best Actress                              | 1st Golden Guduo Media Award                              | Go Princess Go          | Ganó      |
| 2015 | Charismatic Actress Award                 | Mobile Video Festival                                     | -                       | Ganó      |
| 2015 | Best Supporting Actress                   | 2nd Hengdian Film and TV Festival of China                | The Legendary Sniper    | Ganó      |